# 思想局
思想局（しそうきょく）は、戦前期の文部省の内部部局の一つ。本項では前身である学生部についても述べる。

## 概要
第一次世界大戦後、戦後恐慌に加え海外からの社会主義・民主主義思想の移入に伴い、国内の社会問題および思想問題が深刻化した。そこで文政審議会の答申に基づき、1928年（昭和3年）10月30日、文部省の内部部局である専門学務局に学生課が新設された。さらに、各大学・高校・専門諸学校に学生生徒主事を置き、学生や生徒の思想問題の指導・監督に当たらせた。翌年7月1日には学生課を強化して学生部とし、学生課と調査課が置かれた。
1931年（昭和6年）6月23日、学生思想問題調査委員会が設置されると、その答申に基づき翌年8月22日に国民精神文化研究所が設置され、国民精神文化に関する研究・指導・普及を管掌した。
1934年（昭和9年）6月1日、学生部を改組し思想局を新設し、局内に思想課と調査課を置いた。思想課では学校や社会教育団体における思想上の指導・監督に関する事項、その他思想上の指導に関する事項、国民精神文化研究所に関する事項、地方精神文化講習施設に関する事項を管掌し、調査課では学校や社会教育団体における思想上の調査に関する事項、その他思想上の調査に関する事項、内外における社会思想の調査に関する事項、思想指導図書の調査・刊行に関する事項を管掌し、思想対策の強化が図られた。
1937年（昭和12年）7月21日、教学刷新評議会の答申に基づいて、文部省の外局として教学局が設置されると、企画部内の思想課に改組された。

## 歴代局長
文部省学生部長
- 木村正義：1929年7月1日 - 1929年10月9日
- 伊東延吉：1929年10月9日 - 1934年5月31日

文部省思想局長
- 伊東延吉：1934年6月1日 - 1936年6月9日
- （兼）伊東延吉：1936年6月9日 - 1937年6月7日
- 阿原謙蔵：1937年6月7日 - 1937年7月20日（廃局）